# Brovallvålen
Brovallvålen este o arie protejată (arie specială de conservare — SAC, sit de importanță comunitară — SCI) din Suedia întinsă pe o suprafață de 5.190 ha, integral pe uscat.

## Localizare
Centrul sitului Brovallvålen este situat la coordonatele 62°19′41″N 13°15′35″E / 62.328°N 13.2596°E.

## Înființare
Situl Brovallvålen a fost declarat sit de importanță comunitară în ianuarie 1997 pentru a proteja 2 specii de animale. Situl a fost protejat și ca arie specială de conservare în decembrie 2009.

## Biodiversitate
Situată în ecoregiunea alpină, aria protejată conține 9 habitate naturale: Mlaștini turboase de tranziție și turbării mișcătoare, Pajiști alpine și boreale, Izvoare fino-scandinave și mlaștini produse de izvoare bogate în minerale, Taiga vestică, Pante stâncoase silicioase cu vegetație casmofită, Cursuri de apă de la nivel de câmpie la nivel montan, cu vegetație Ranunculion fluitantis și Callitricho-Batrachion, Grohotișuri silicioase de la nivelul montan până la nivelul zăpezii (Androsacetalia alpinae și Galeopsietalia ladani), Lacuri și iazuri distrofice naturale, Păduri nordice subalpine/subarctice cu Betula pubescens ssp. czerepanovii.
La baza desemnării sitului se află mai multe specii protejate de  mamifere (2): gluton (Gulo gulo), râs eurasiatic (Lynx lynx).